# فریاد (ترانه اسپایس گرلز)
«فریاد» تک‌آهنگی از اسپایس گرلز است که در سال ۲۰۰۰ میلادی منتشر شد.